# Prototipo de Le Mans

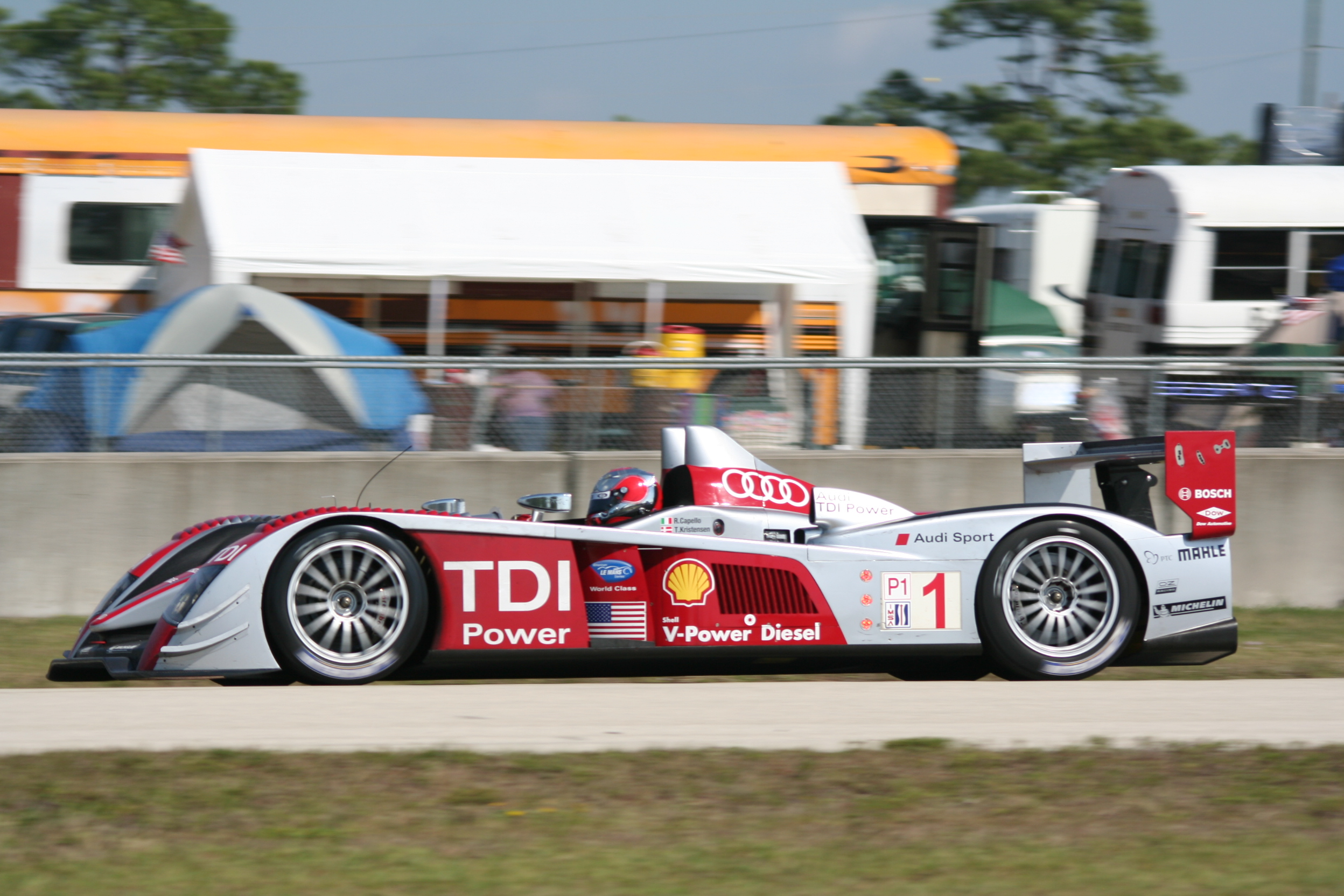
Un Audi R10 TDI en la edición 2008 de las 12 Horas de Sebring.

Un Prototipo de Le Mans o Le Mans Prototype (LMP) es una homologación de sport prototipo que han corrido principalmente en las 24 Horas de Le Mans, el Campeonato Mundial de Resistencia de la FIA y el actual WeatherTech SportsCar Championship. Creada por la Automobile Club de l'Ouest (ACO). Los prototipos LMP son los automóviles de mayor nivel en las competiciones de resistencia. En la actualidad el prototipo LMP es considerado como una clase por encima de los automóviles de gran turismo de producción.
Aunque más conocidos como Prototipos Le Mans, este tipo de vehículos han utilizado diferentes nombres dependiendo de las series en las que han competido. La desaparecida serie americana IMSA GT los denomina como World Sports Cars (WSC), mientras que la también serie desaparecida United States Road Racing Championship (USRRC) (luego Grand American Road Racing Championship Rolex Sport Car Series) utilizaba el nombre clásico de Can-Am para el nombre de sus prototipos. Desde 2004, todas las series han pasado a referirse a estos automóviles como Prototipos de Le Mans.

## Historia

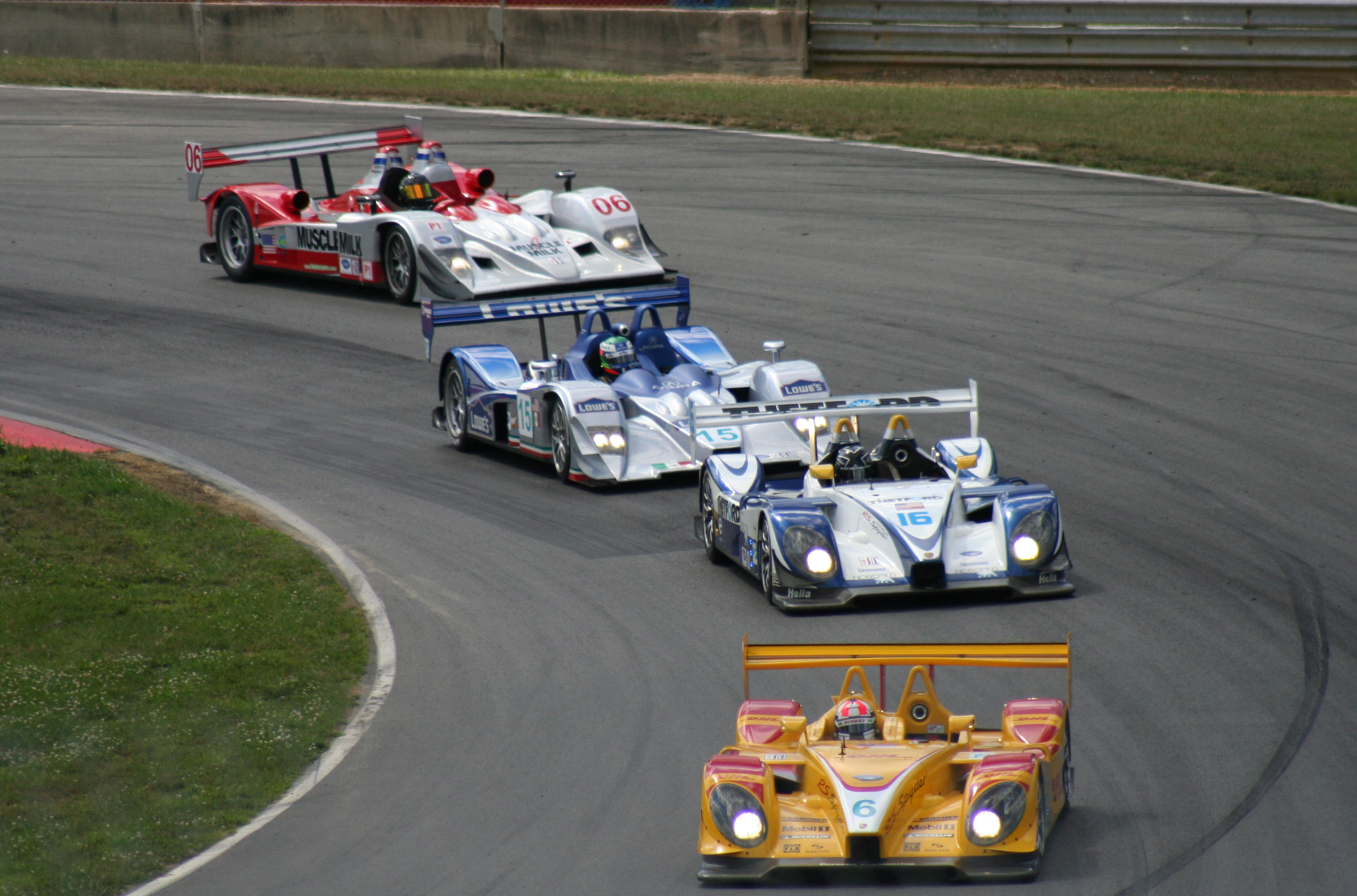
Un grupo de Le Mans prototipos que compiten en la American Le Mans Series.

El primer uso de los vehículos que se convertirían en los Prototipos Le Mans o LMP, fue en las 24 Horas de Le Mans 1992. En un intento por aumentar el número de participantes, más allá del acceso concedido al pequeño grupo de automóviles competidores del Grupo C del Campeonato Mundial de Resistencia y la entrada a los Porsche 962 dentro de la categoría # 3 que representaba a la categoría mayor, se permitió a los pequeños vehículos de cabina abierta junto a los automóviles de producción, que tenían motores de calle y habían corrido en pequeños campeonatos nacionales, entrar en la categoría # 4. Solo tres vehículos (un Debora-Alfa Romeo, un Peugeot Ren-Car y un Peugeot-WR), apenas habían corrido un par de horas.
Sin embargo, a finales de 1992, el Campeonato Mundial de Resistencia, así como el Campeonato Japonés de Prototipos Deportivos habían desaparecido para esa temporada, dejando a los caros automóviles del Grupo C prototipos fuera de competencia para correr en Le Mans. El Grupo C que estaba siendo eliminado gradualmente, el ACO permitió que para la producción basada en los autos de carreras para que pudieran entrar por primera vez después de muchos años, mientras que al mismo tiempo se hacía la transición a la recién introducida automóviles de la clase Le Mans Prototype (LMP). Los automóviles continuaron utilizando la misma fórmula reglamentaria que había en 1992, pero la ACO más tarde anunciaría su intención de sustituir por completo los automóviles del Grupo C por los Prototipos Le Mans definitivamente para la temporada de 1994. Se crearon dos clases, compitiendo una línea de LMP1 con una gran cilindrada a medida que fueron construidos los motores turbo haciendo de esta categoría para las marcas que se inscribieran para competir directamente, haciendo que la otra subclase, la LMP2 se encargase de los equipos privados que entrasen en la competición tan solamente adaptando motores y el nombre de la marca que le proveía el automóvil. Ambas clases están obligadas a tener cabinas abiertas. Al mismo tiempo, la IMSA GT anunció el final para sus automóviles que utilizaban la cabina cerrada para la clase GTP, lo cual llegó a decidir una sustitución por la introducción de una sola clase de cabina abierta acorde a la reglamentación del campeonato mundial siendo el equivalente a los automóviles LMP1.

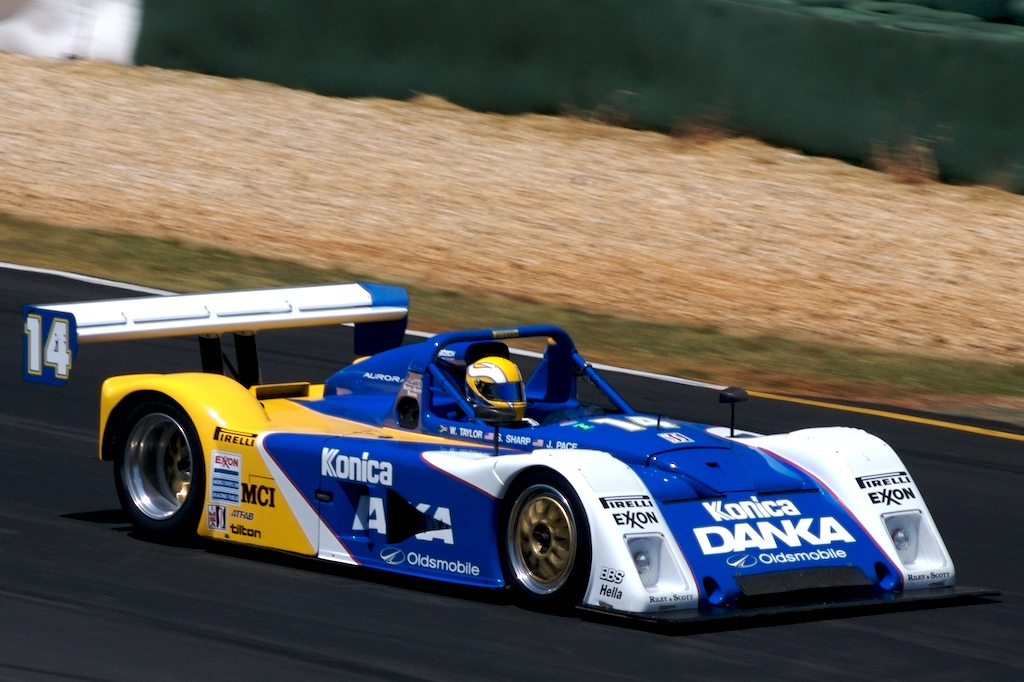
Uno de los primeros Riley & Scott Mk III, que compitió en la clase CSM de la serie IMSA.

Esta fórmula se mantuvo hasta 1996, haciendo que muchos fabricantes entraran y compitieran en las clases LMP y la CSM, incluyendo Ferrari, Porsche y Mazda. En 1997, la primera serie europea para competir con los automóviles de la clase Prototipos Le Mans se pusieron en marcha, conocida como la serie internacional de carreras deportivas Le Mans Endurance Series. La Utilización de las clases similares para la reglamentación FIA para identificar los automóviles basados en los LMP1/WSC y LMP2, fueron conocidos como SR1 y SR2 (Sports Racing 1 y Sports Racing 2) por la FIA. En 1998, la creación de otra serie para competir en automóviles Prototipos Le Mans en Norteamérica sería el nuevo United States Road Racing Championship (USRRC) como sustituto del ya decaído Campeonato IMSA GT. A diferencia de la clase que competía en la IMSA GT, los CSM, el USRRC llamaron a sus automóviles de cabina abierta como los Can-Am, en un intento de resucitar el campeonato deportivo de la década de 1970. Sin embargo, la USRRC se derrumbó antes de finales de 1999, haciendo que dicha serie se convirtiera en la Grand-Am, que optó por utilizar al inicio los SR1 de la FIA y la fórmula SR2 como su segunda clase.

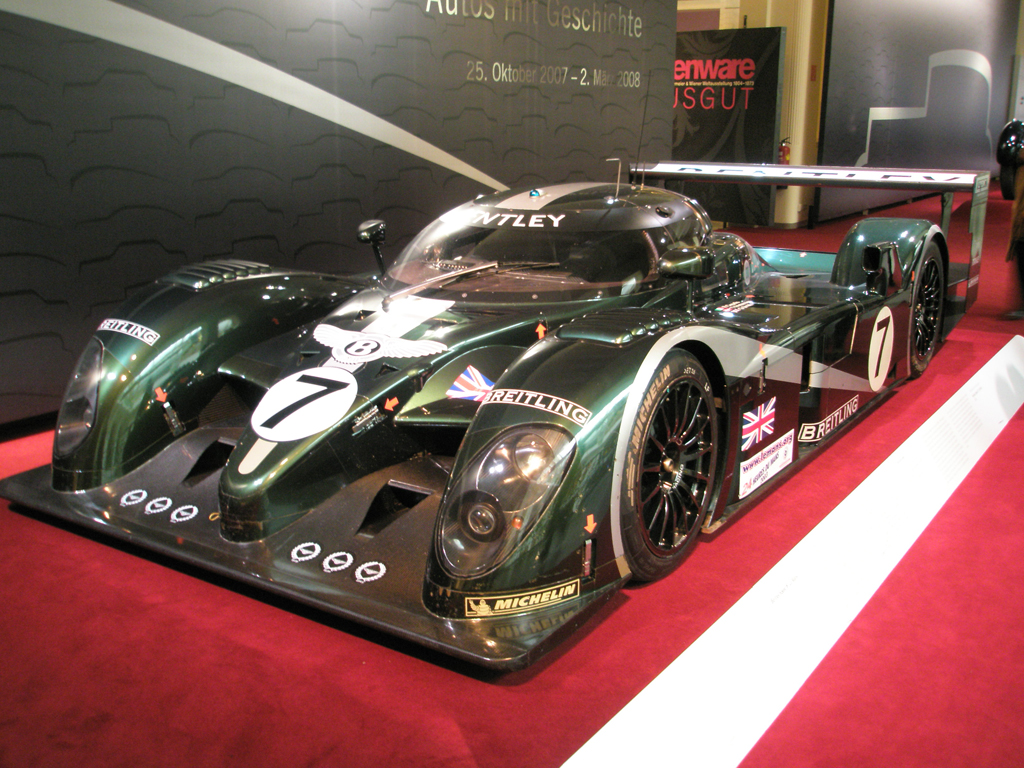
Un Bentley Speed 8 que se utilizó en el año 2003.

En 1999 vio una gran expansión para las clases para el LMP de la ACO. Después de la desaparición del Campeonato IMSA GT a finales de 1998, la ACO dio vía libre para la creación de la American Le Mans Series. Esta serie utilizaría la misma estructura que se aplica en la normativa del sistema de clases LMP como las que se dan en la competencia de las 24 Horas de Le Mans, significando que fuera el primer campeonato en usar el nombre para los automóviles LMP. Al mismo tiempo, la ACO había alterado sus clases LMP. Para los automóviles más pequeños de la clase LMP2, que fueron eliminados brevemente, mientras que se hacía el esfuerzo por la reaparición de una nueva clase para los prototipos de cabina cerrada y que fueron conocidos como LMGTP (Le Mans Gran Touring Prototype). Estos automóviles eran en realidad la evolución de los automóviles de calle que el ACO consideraban demasiado avanzados tecnológicamente y muy rápido para caer bajo las regulaciones de la clase GT, obligándose a la ACO la idea para promoverlos.
Para el Año 2000 fue testigo de cambios a las regulaciones LMP, ya que la ACO, una vez más dividiría a la clase LMP de cabina abierta. Las dos nuevas clases que se conocen como LMP900 y LMP675, indicando que los números la referencia del requisito mínimo de peso (en kg.) de cada clase. Los LMP900 iban a ser los más potentes y veloces de punta, pero también sería el más pesado y más engorroso y costoso. Los LMP675 por el contrario iban a ser más pequeños y más ágiles, sin embargo, carecía de la velocidad máxima de sus primos más grandes. Ambas clases fueron pensados para ser capaces de competir por la victoria a nivel general. Audi, Chrysler, Cadillac, y Panoz optaron por utilizar la clase LMP900, mientras que MG fue el único fabricante importante que intento en la clase LMP675. La clase LMGTP también continuó, con la marca Bentley siendo el único fabricante que construyó el prototipo de cabina cerrada después de los cambios en la regulación de 2000.
Fuera de las carreras del tipo Le Mans, las clases aprobadas por FIA, los SR se vieron afectados por estos cambios en las reglas. La clase SR2 ya no estarían alineados a la perfección con los nuevos automóviles de la clase LMP675, debido a que tenían mayor alcance y mejores y duraderos motores de carreras que se les permita en su momento. El SR1 y la clase LMP900 no usaron las mismas reglas, aunque los motores eran en su mayoría similares. Esto significaba que los equipos que competían en el recién renombrado Campeonato de la FIA de Sport Prototipos requerían un ajuste y rmodificaciones necesarias para que sus automóviles pudieran competir en las 24 Horas de Le Mans o en la European Le Mans Series, y apenas con una fracción para cometir en la American Le Mans Series. Con los equipos del Campeonato de la FIA de Sport Prototipos dispuestos a modificar sus vehículos para correr en la ELMS, la serie fue cancelada debido a la falta de participantes. Sin embargo, la demanda para correr en Le Mans forzó al Campeonato de la FIA de Sport Prototipos así a que fuese cancelado en el año 2003, con la mayoría de los competidores que eligieron cumplir con las normas de ACO en lugar de la FIA. Con la serie de la Rolex Sports Car Series, también abandonarían sus clases de SR a finales de 2003 al desarrollar sus propios prototipos, los nuevos Prototipos Daytona, esto significaba que los LMP de la ACO fueran los únicos prototipos de cabina abierta en competición.

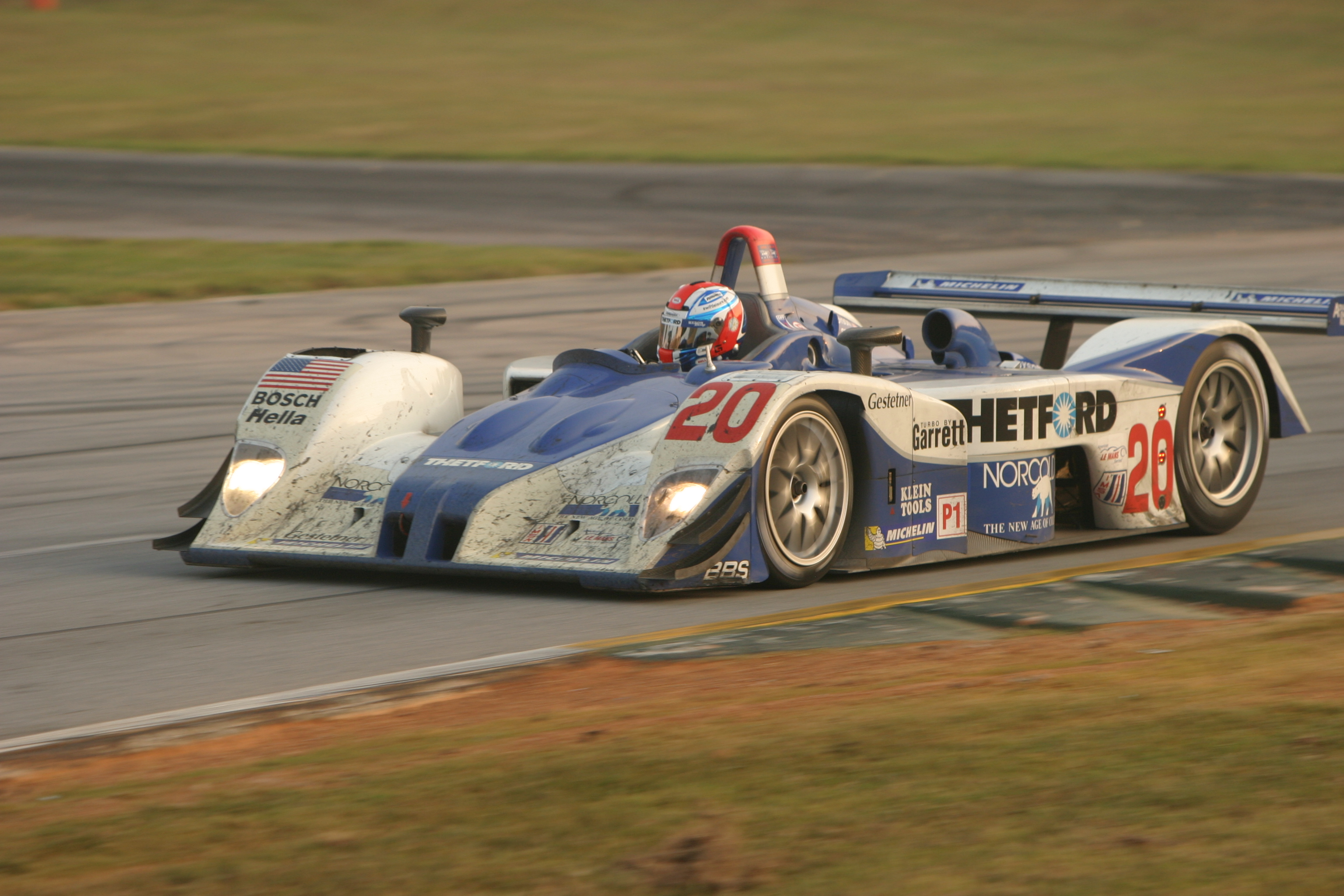
Entrada dominante por corto tiempo de la clase LMP675, aquí se muestra a un MG-Lola EX257 de su respectiva clase.

Con las clases prototipo ahora unificadas bajo las reglas de la ACO, la estructura de cada clase se volvió a reorganizar. La clase LMP675 se consideró un fracaso, debido a los motores muy pequeños que carecían de la fiabilidad necesaria para competir realmente por la victoria en general, independientemente de cualquier ventaja que tenían en las curvas y el peso. La clase LMGTP también se consideró redundante, ya que los automóviles tenían diferencias como única regla de menor importancia frente a los LMP900. Por lo tanto, las clases fueron cambiadas a LMP1 y LMP2, permitiendo que la máxima categoría una vez más, más grande y más potente. Sin embargo, el más pequeño de la clase LMP2 se pretendía ahora únicamente para los equipos privados, animando a los principales fabricantes a trasladarse a la clase LMP1. Esto significaba que la intención que la clase LMP2 podría ir por la victoria en competencias a nivel general. Puesto que la clase LMGTP había sido eliminada, tanto los LMP1 y LMP2 se les permitió tener la carrocería cabinas abiertas o cerradas. A estas nueva reglamentación también se agregó el aumento de las necesidades de la seguridad, incluyendo aros de vuelco grande y placas aerodinámicas unidas a la parte trasera del automóviles para evitar que los prototipos se volaran en el aire cuando ocurriesen accidentes.
Los clases LMP1 y LMP2 actualmente son los reglamentos utilizados tanto en las 24 Horas de Le Mans como en los campeonatos más recientes que han sido creado por el ACO: como la Le Mans Series (hoy conocido como European Le Mans Series) en 2004 en Asia, el Japan Le Mans Challenge en 2006.

### De 2006 a 2010
LMP1: No hay límites en la cantidad de cilindros en un motor. La aspiración natural de los motores de gasolina tenían una capacidad máxima para el motor de 6000cc. Los motores Diésel eran de un máximo de 5500 cc de dos etapas para el dispositivo de carga. Los Motores turboalimentados a gasolina (era limitado a sólo un dispositivo de una sola etapa de carga) permitiéndoles 4000 cc un máximo de 8 cilindros. Todos los prototipos tenían un peso mínimo de 900 kg y 90 litros de capacidad de combustible.
Después las 24 horas de Le Mans de 2006, el rendimiento superior del Audi R10 TDI, la ACO redujo el impulso restrictivo y el turbo en los motores diésel, así como la imposición de un límite de capacidad de combustible a 81L en prototipos con motor diésel. La ACO también abrió una producción para el motor creando un vacío legal, permitiendo que se restringiera a 47.8 mm para cualquier motor basado en diseño de producción en lugar de los 45.5mm normales. Las capacidades del motor permitían hasta 7000 cc. El Lola B08/60 del Aston Martin fue el primer automóvil que tomó esta ventaja.
La presión del turbo en los motores diésel sigue siendo progresivamente menor cada año. Más tarde, la ACO elevó el peso mínimo de 930 kg para los motores diésel. En 2009, todas las alas traseras de los LMP su límite de ancho se redujo de los 2,00 a unos 1,60.
LMP2: Los motores de aspiración natural de los motores tenían una capacidad máxima de 3400 cc, con un máximo de 8 cilindros. En una sola prueba los motores turbo de 2000 cc se permitió un máximo de 6 cilindros. Basado en motores de producción, los motores diésel podían llegar a los 4400 cc, aunque no se tomó esta decisión para el motor del automóvil. Todos los prototipos tienen un peso mínimo de 775 kg y la capacidad del tanque de combustible era de 90 litros.
Con ajustes técnicos de la ALMS a favor de los P2 en competencia, el Porsche RS Spyder del equipo Penske Racing superó al Audi R10 TDI en la temporada 2007 de la American Le Mans Series, obteniendo ocho victorias generales en contra de las cuatro para los Audi. Para la temporada 2008 de la American Le Mans Series, el peso mínimo de los vehículos LMP2 llegó a los 825kg y el tanque de combustible tenía con su capacidad límite reducida a unos 80 litros.
En 2009, las limitaciones de los LMP2 se redujo de 45.5 mm a 43.5 mm.

## Reglamentos técnicos
A partir de la temporada 2012, las principales normas técnicas para las clases Prototipo Le Mans fueron los que figuran a continuación:

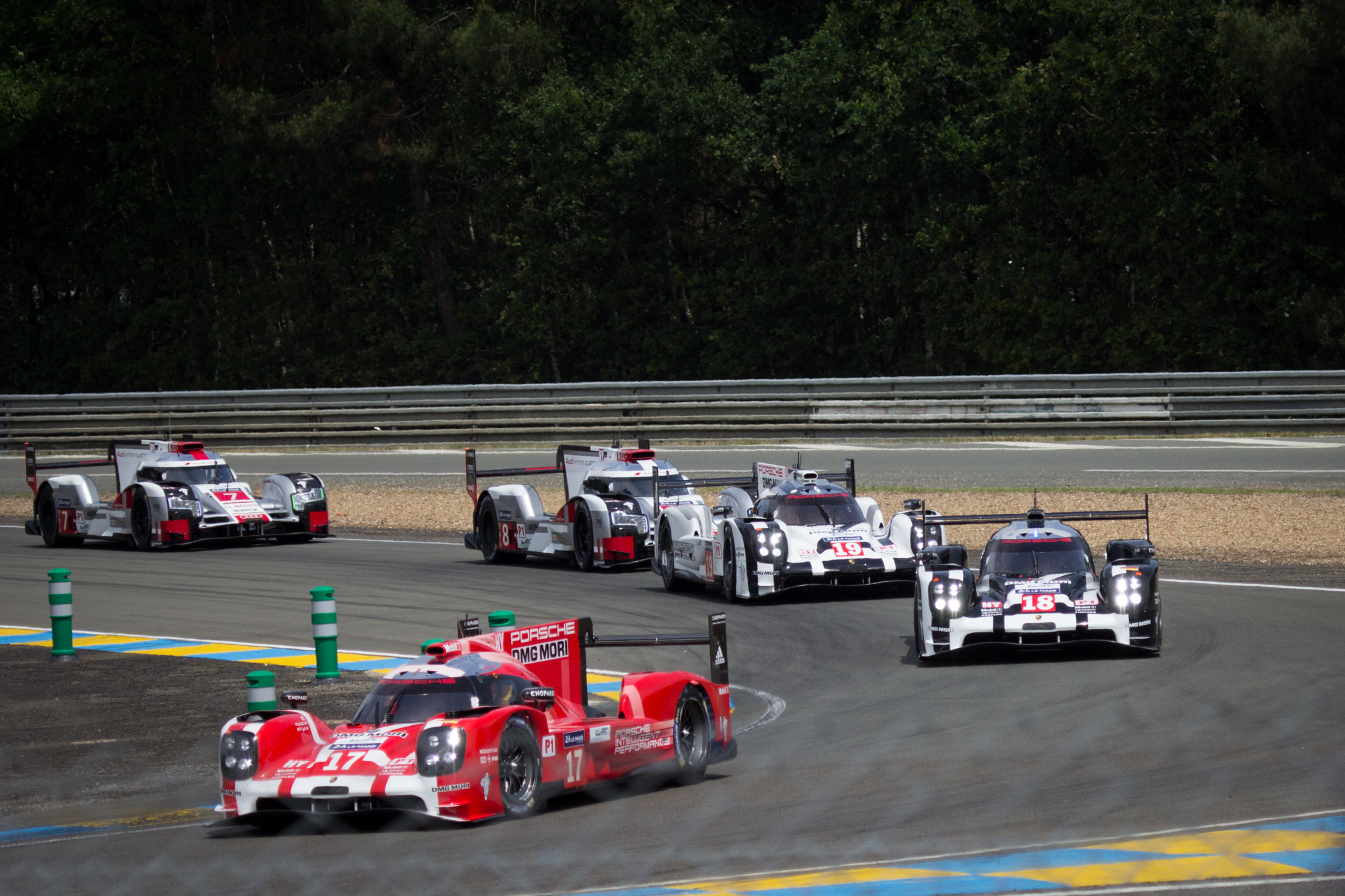
Clase LMP1 del WEC en 2015.

- Clase LMP1 del WEC en 2015.LMP1 - Dirigido especialmente a los fabricantes y equipos privados de alto presupuesto: El peso mínimo es de 878kg para los híbridos, 815kg para los no híbridos de aspiración natural y 833kg para los no híbridos con inducción forzada. La cantidad de cilindros es a libre elección como así también el desplazamiento para los LMP1 híbridos, para los LMP1 no híbridos se limita a 5.500cm3 de desplazamiento, está permitido el uso de motores diésel, los fabricantes que deseen usar un sistema híbrido tendrán mayores limitaciones en el consumo de combustible. El tamaño del tanque de combustible se encuentra en los 75 litros para los prototipos no híbridos, 62,3 litros para los motores híbridos de gasolina, 50,1 litros para motores diésel híbridos. El diámetro máximo de las ruedas es de 28,5 pulgadas (unos 720 mm) y su anchura máxima de 16 pulgadas (o 410 mm). Los vehículos LMP1 son generalmente los más potentes y rápidos pudiendo alcanzar los 340km/h de velocidad final aproximadamente en Le Mans.

- LMP2 - vehículos especialmente dirigidos para equipos privados: Su peso mínimo es de 930 kg (Para el Campeonato Mundial de Resistencia), estos prototipos son muy similares a los LMP1 en su forma pero suelen tener un menor rendimiento aerodinámico, para el WEC solo está permitido usar el motor GK 428 de Gibson, (V8 atmosférico de 4.2L y 600hp), el tamaño del tanque de combustible es de 75 litros, el reglamento de esta categoría puede variar ligeramente para otras competiciones de carácter continental como IMSA donde los equipos pueden hacer ligeros cambios en los kits aerodinámicos como así también usar otros motores haciéndolos sensiblemente más rápidos, son denominados como Daytona Prototype.

- LMP3 - vehículos especialmente dirigidos a equipos privados de bajo presupuesto y pilotos novatos: usados únicamente en la European Le Mans Series, su peso mínimo es de 950kg, solo esta permitido usar el motor Nissan VK56 (V8 atmosférico de 5.0L y 450hp), son considerablemente más lentos que los LMP1 y su forma es más cercana a un GT

### Otras especificaciones reglamentarias
Los biocombustibles, específicamente los que funcionan a base de gasolina tienen un 10% de etanol y de biodiésel (BTL), se permiten en ambas clases.
En ambas clases permiten diseños de la cabina abierta o cerrada (cuyo vehículo de cabina cerrado debe tener un parabrisas, un techo y puertas en cada lado). En los nuevos vehículos de la temporada 2011, todos los vehículos de cabina cerrada debe tener aletas en la carrocería para evitar que se vuelquen en el aire durante los accidentes que ocurriesen. Aunque el asiento del pasajero no se utiliza, los vehículos tienen que ser diseñados para llevar a dos personas. En el área vacía de la cabina es por lo tanto, la que generalmente se utiliza para mantener los dispositivos electrónicos y equipos refrigerantes.
Las dimensiones están limitadas a un máximo de 4650 mm (unas 183,1 pulgadas) de largo, 2000 mm (o 78,7 pulgadas) de ancho y 1030 mm (o 40,6 in) de alto (desde la parte inferior de la carrocería, no desde el suelo). Es necesario que la carrocería cubra todos los elementos mecánicos del vehículo, por lo que no pueden ser visibles cuando el vehículo se ve directamente desde la parte frontal, lateral o superior.